# 平野 (市原市)
平野（ひらの）は、千葉県市原市の加茂地区にある大字。市原市役所加茂支所が置かれている。郵便番号は290-0541。

## 概要
市原市南部の田園地帯に位置する。市原市役所加茂支所や、地区内唯一の学校である小中一貫校の加茂学園、市原市消防局加茂消防署などの主要施設が集まっており、地区の中心としての役割を負っている。

## 地理
養老川が流れている。北と東は本郷、南は大戸、西は万田野と接している。

## 歴史

### 沿革

#### 年表
- 1954年1月15日 - 合併により、加茂村となる
- 1967年10月1日 - 合併により、市原市となり現在に至る

## 世帯数と人口
2017年（平成29年）11月1日現在の世帯数と人口は以下の通りである。
| 町丁字 | 世帯数 | 人口  |
| ------ | ------ | ----- |
| 平野   | 50世帯 | 114人 |

## 通学区域
市立小学校・市立中学校、県立高等学校の通学区域は以下の通りである。
| 町丁字 | 範囲 | 小学校             | 中学校             | 高等学校 |
| ------ | ---- | ------------------ | ------------------ | -------- |
| 平野   | 全域 | 市原市立加茂小学校 | 市原市立加茂中学校 | 第9学区  |

## 交通

### 鉄道
- 小湊鉄道小湊鉄道線里見駅

### 道路
- 千葉県道81号市原天津小湊線

### バス
運行会社は小湊鉄道長南営業所である。バス停は加茂学園、里見駅、市原市役所・加茂支所である。

## 施設
- 市原市役所加茂支所
- 加茂学園
  - 市原市立加茂小学校
  - 市原市立加茂中学校
- 市原消防署加茂分署